# 1110-es évek
Évszázadok: 11. század · 12. század · 13. század
Évtizedek: 1060-as évek · 1070-es évek · 1080-as évek · 1090-es évek · 1100-as évek · 1110-es évek · 1120-as évek · 1130-as évek · 1140-es évek · 1150-es évek · 1160-as évek
Évek: 1110 · 1111 · 1112 · 1113 · 1114 · 1115 · 1116 · 1117 · 1118 · 1119

## Események és irányzatok
- Gallus Anonymus megírja a latin nyelvű Lengyel krónikát, az első lengyel krónikát.

## A világ vezetői
- Kálmán magyar király (Magyar Királyság) (1095–1116† )
- II. István magyar király (Magyar Királyság) (1116–1131† )